# Alexander Langsdorf Jr.
Alexander Langsdorf Jr. (St. Louis, Misuri, 30 de mayo de 1912–Elmhurst, Illinois, 24 de mayo de 1996) fue un físico estadounidense en el equipo que desarrolló la bomba atómica y varios dispositivos relacionados con la física nuclear. Fue un opositor vocal del uso y la proliferación de las armas nucleares.

## Vida y carrera
Obtuvo su licenciatura en la Universidad de Washington en St. Louis en 1932 y un doctorado en física del Instituto de tecnología de Massachusetts en 1937, en este tiempo desarrolló una cámara de niebla continuamente sensible. Después de una beca de investigación en la Universidad de California en Berkeley, fue profesor de física en la Universidad de Washington en St. Louis desde 1939 hasta 1942.
Antes de la Segunda Guerra Mundial, Langsdorf codesarrolló un ciclotrón para dividir partículas atómicas, diseñado para ser usado en investigación médica. Durante la Segunda Guerra Mundial, trabajó con Enrico Fermi en la Universidad de Chicago (en el Proyecto Manhattan). Langsdorf fue uno de los diseñadores de los dos primeros reactores nucleares después de que Fermi completara la primera reacción nuclear en cadena sostenida en 1942. Langsford fue capaz de producir una pequeña muestra utilizable de plutonio usando su dispositivo, que fue luego utilizada en la prueba nuclear Trinity el 16 de julio de 1945.
Murió el 24 de mayo de 1996 debido a complicaciones por una cirugía de cadera.

## Oposición a las armas nucleares
Como firme opositor al uso y la proliferación de las armas nucleares, Langsdorf instó al presidente Harry S. Truman a no usar la bomba contra los japoneses
Ayudó a fundar el Boletín de los Científicos Atómicos, y su esposa Martyl Langsdorf diseñó la portada de 1947 de la publicación, que debutó con el Reloj del Juicio Final. Otros inventos de su autoría son la cámara de niebla de difusión y el oscilador de reactor.